# Doingt
Doingt település Franciaországban, Somme megyében. Lakosainak száma 1394 fő (2022. január 1.). Doingt Buire-Courcelles, Bussu, Cartigny, Mesnil-Bruntel és Péronne községekkel határos.

## Népesség
A település népességének változása:
| Lakosok száma | 1366 | 1431 | 1503 | 1427 | 1415 | 1402 | 1388 | 1393 | 1394 |
|               | 2013 | 2015 | 2016 | 2017 | 2018 | 2019 | 2020 | 2021 | 2022 |